# Эрстен
Эрстен (фр. Erstein) — коммуна на северо-востоке Франции в регионе Гранд-Эст (бывший Эльзас — Шампань — Арденны — Лотарингия), департамент Нижний Рейн, округ Селеста-Эрстен, кантон Эрстен.
Площадь коммуны — 36,22 км², население — 9592 человека (2006) с тенденцией к росту: 10916 человек (2013), плотность населения — 301,4 чел/км².

## Население
Население коммуны в 2011 году составляло 10559 человек, в 2012 году — 10764 человека, а в 2013-м — 10916 человек.
| 1962 | 1968 | 1975 | 1982 | 1990 | 1999 | 2006 | 2008  | 2011  | 2012  | 2013  |
| ---- | ---- | ---- | ---- | ---- | ---- | ---- | ----- | ----- | ----- | ----- |
| 6165 | 6288 | 7434 | 8095 | 8600 | 9664 | 9592 | 10301 | 10559 | 10764 | 10916 |

Динамика населения:

## Экономика
В 2010 году из 7414 человек трудоспособного возраста (от 15 до 64 лет) 5608 были экономически активными, 1806 — неактивными (показатель активности 75,6 %, в 1999 году — 73,9 %). Из 5608 активных трудоспособных жителей работали 5018 человек (2613 мужчин и 2405 женщин), 590 числились безработными (290 мужчин и 300 женщин). Среди 1806 трудоспособных неактивных граждан 549 были учениками либо студентами, 673 — пенсионерами, а ещё 584 — были неактивны в силу других причин.

## Достопримечательности (фотогалерея)

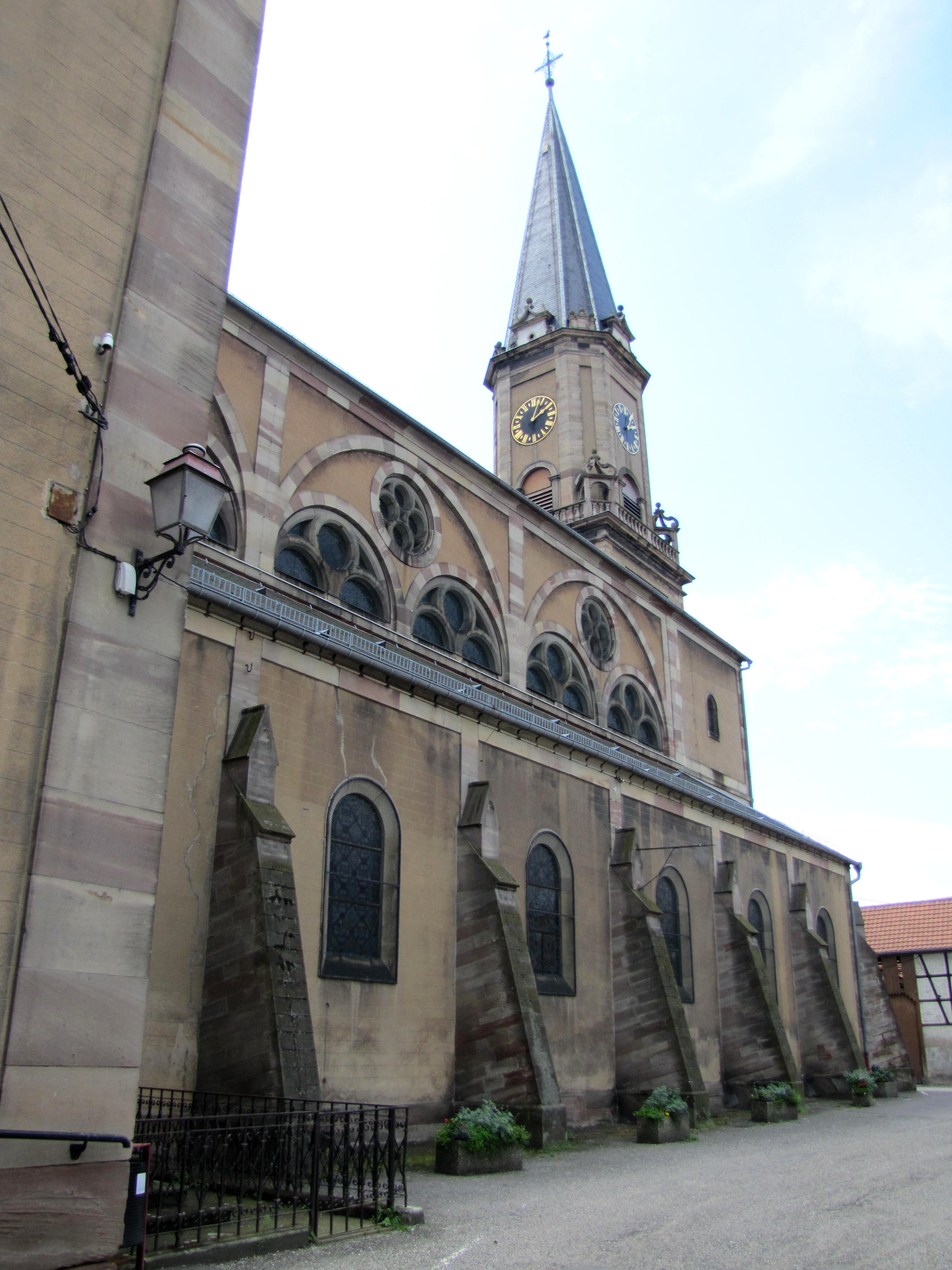
Церковь Сен-Мартен
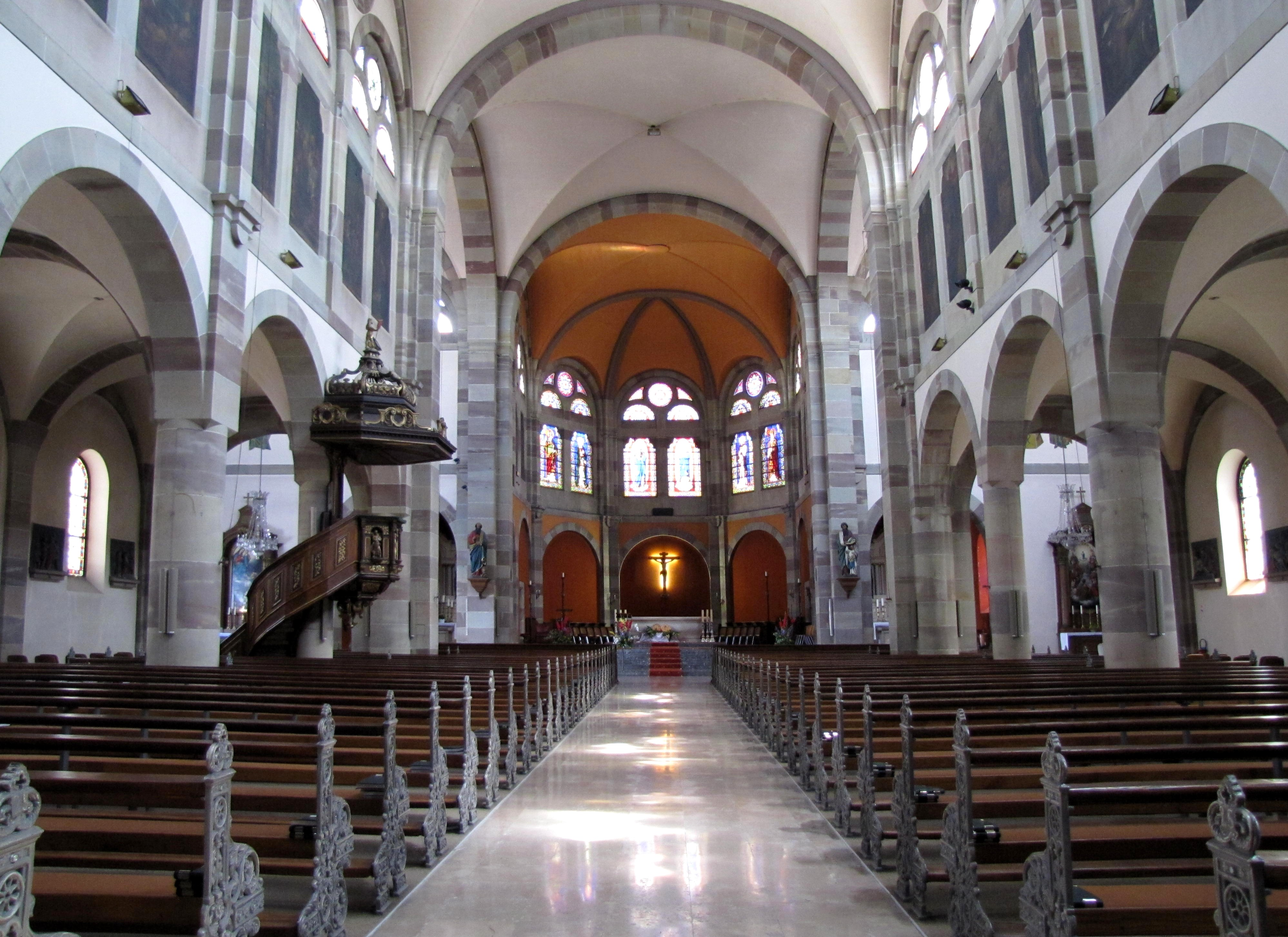
Интерьер, вид на алтарь
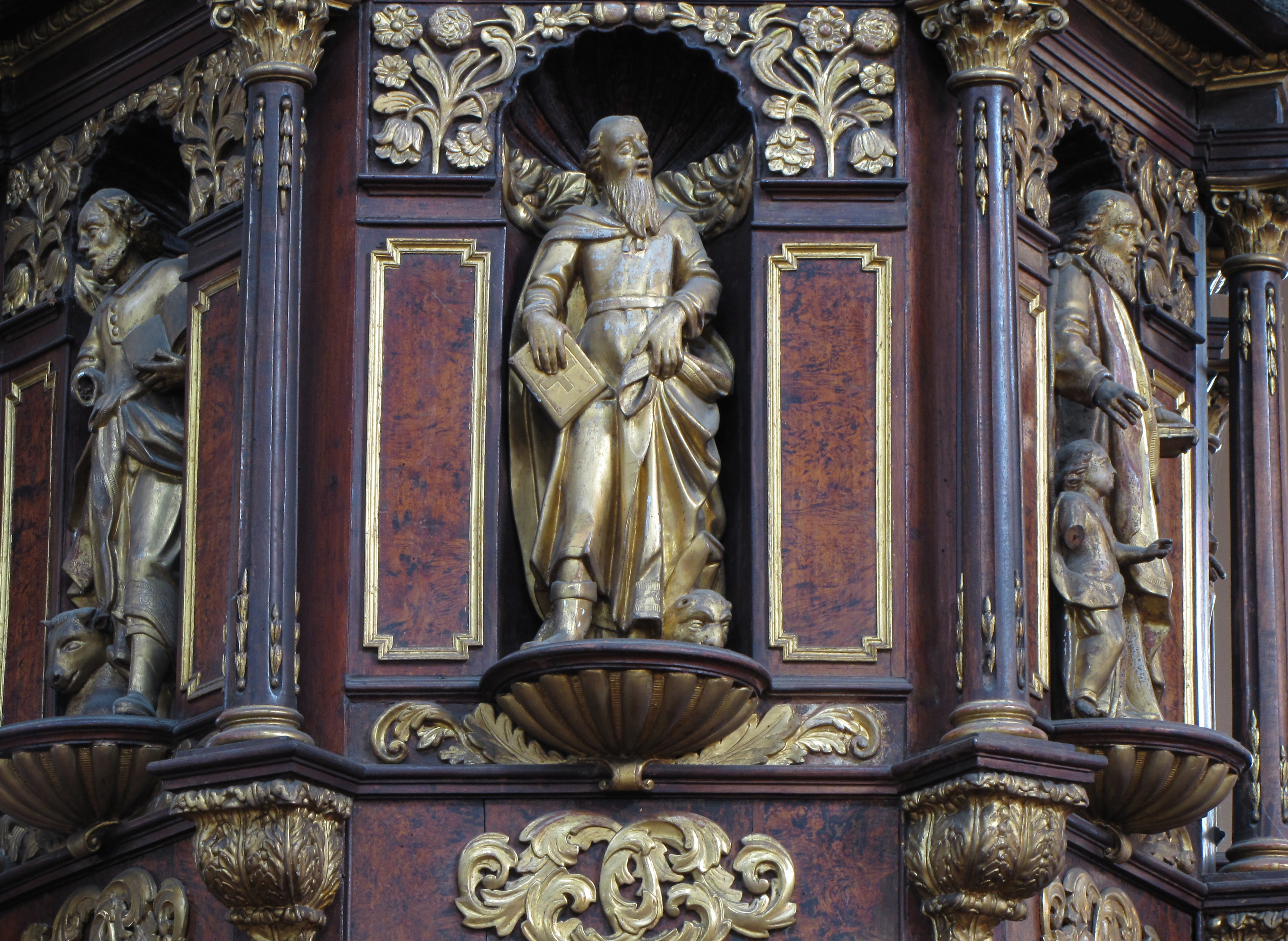
Алтарь
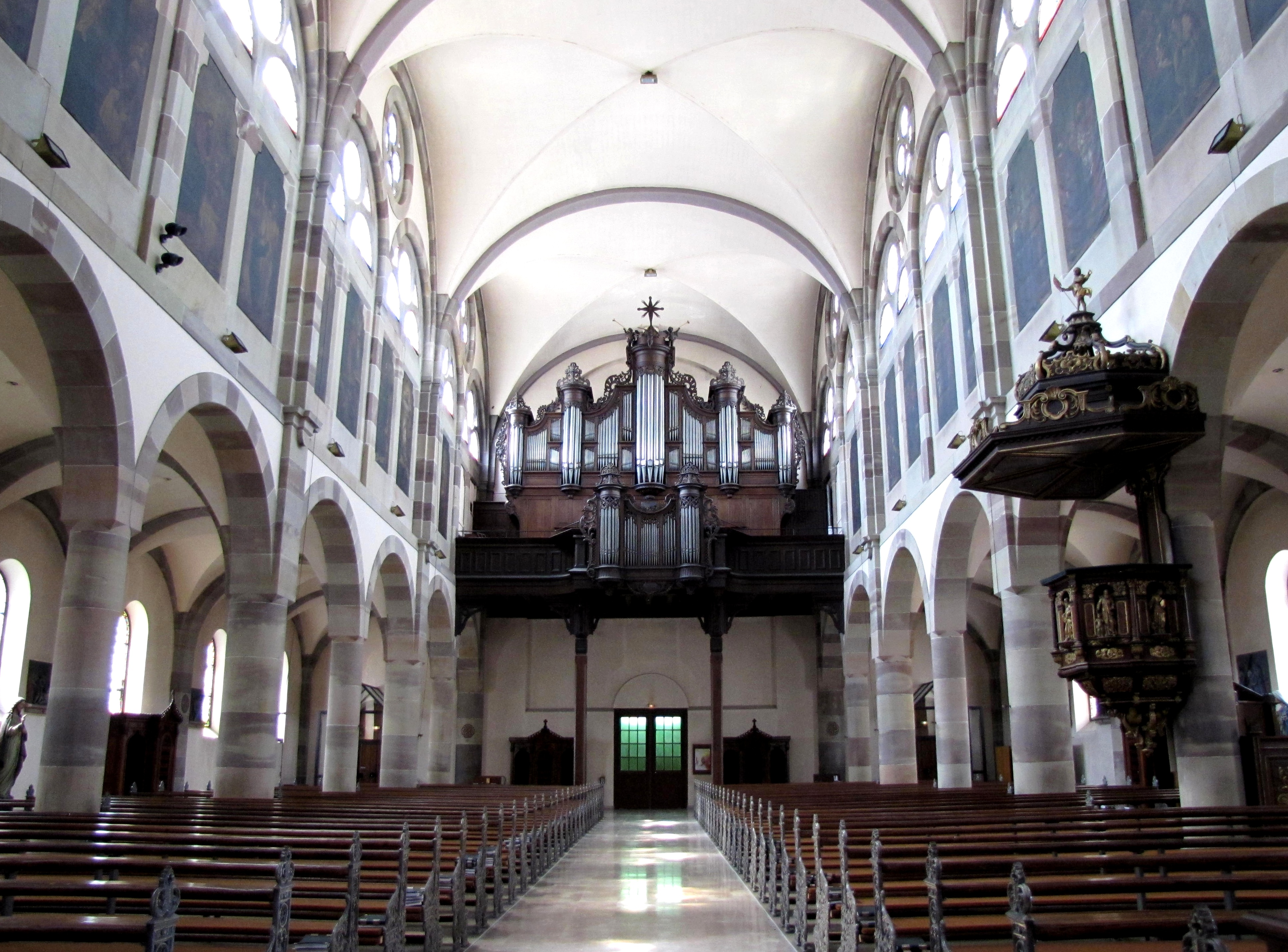
Интерьер, вид в сторону органа
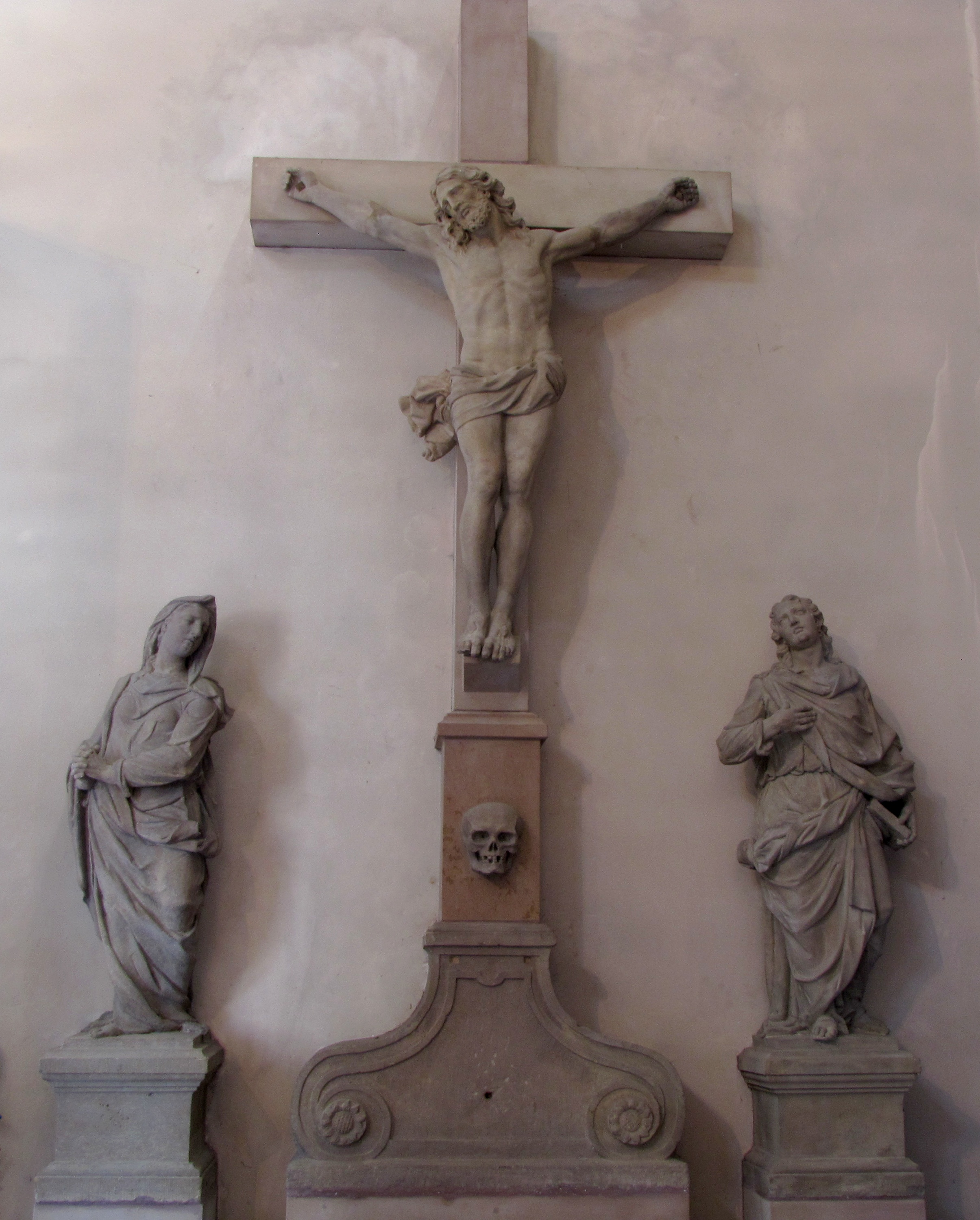
Распятие